# Kropiwne Stare
Kropiwne Stare est un village polonais du district administratif de Suwałki, dans le powiat de Suwałki, voïvodie de Podlachie, au nord-est du pays. 
Il est situé à environ 9 km à l'ouest de Suwałki et à 112 km au nord de la capitale régionale Białystok.